# 織姫

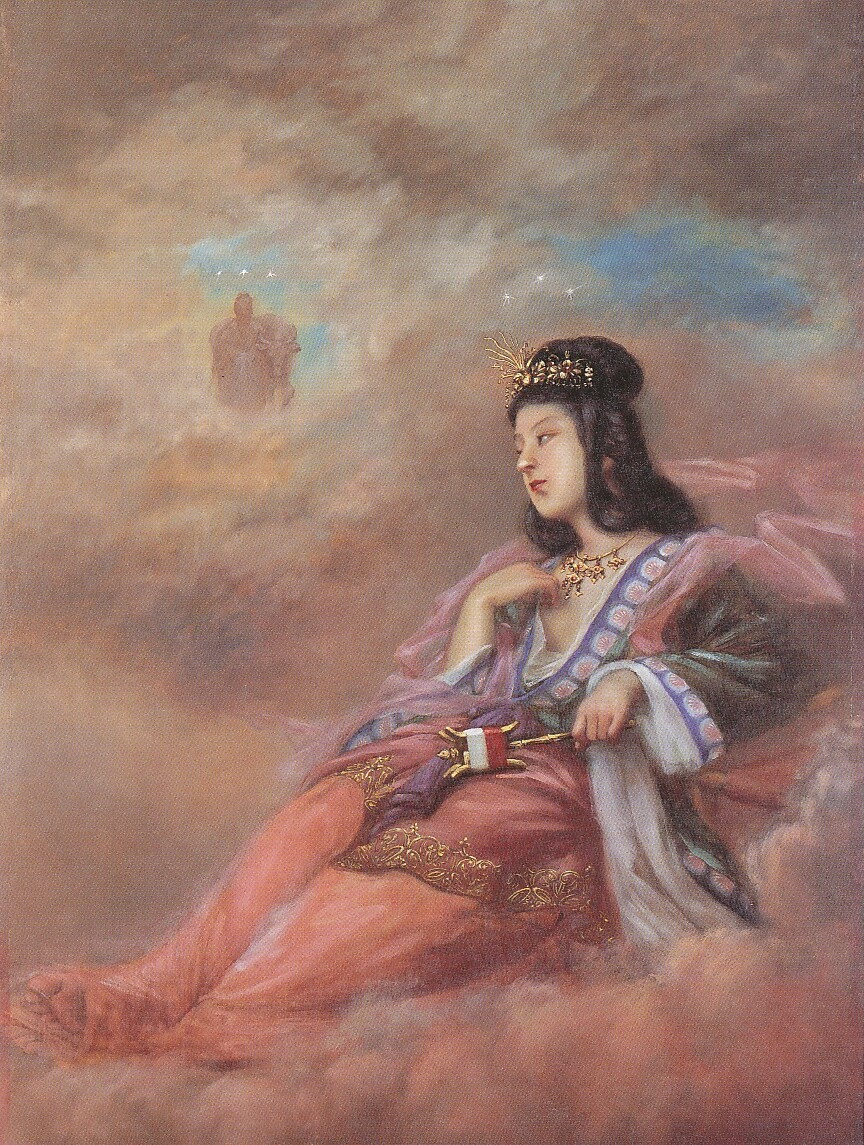
「十二支のうち丑『牽牛星』」山本芳翠筆

織姫（おりひめ）、織女（しょくじょ）は、中国道教の七夕の伝説『牛郎織女』に登場する仙女。織姫は王母娘娘（西王母）の外孫女であるとされる。また玉皇大帝と王母娘娘の娘・七仙女と同一視されることもある。
北方玄武七宿の第二宿・牛宿の中の星官・織女こと三女星（織女星、婺女星、須女星）の一柱。星座では、こと座α星（おりひめ、織女）。
織姫は「天梭」という宝物を持ち、天上にあって雲錦を織る仕事をしている。7月7日、姉妹たちと共に人間界の河の辺に来た、牽牛郎が水浴をする七人の天女を見かけ、紫色の羽衣を取った。後に互い一目惚れして、男の子と女の子が生まれる。

## 天棚機姫神
古語拾遺において天照大神の岩屋隠れの際、天照大神に献上する神衣和衣を織った天棚機姫神と同一視される。